# Пйотр Козакевич
Пйотр Адам Козаке́вич — польський дипломат, генеральний консул у Бересті (2016—2023); Директор Польського інституту в Києві (1998—2005) та в Мінську (2006—2013).
Закінчив Інститут географії Ягеллонського університету та аспірантуру з банківської справи в Краківському економічному університеті.
Після закінчення навчання керував власними компаніями та працював у секторі ринку капіталу. Окрім професійної роботи, займався східноєвропейськими питаннями, 1996 року став співзасновником та президентом Польсько-українського інституту. У 1998 році його призначено до Міністерства закордонних справ України з метою створення Польського інституту в Києві. Він очолював цей заклад до 2005 року. Через рік він обійняв посаду директора Польського інституту в Мінську, яку обіймав до 2013 року. За цей час він керував реалізацією понад 1600 міжнародних проєктів у сфері публічної, культурної та наукової дипломатії. У жовтні 2015 року він приєднався до Відділу міжнародних справ та безпеки Національної ради розвитку. З листопада 2016 року по січень 2023 року — Генеральний консул Республіки Польща у Бресті.
Брат Єжи Козакевича, посла Польщі в Україні (1993—1996).
За діяльність на закордонній службі у 2012 році був нагороджений Золотим Хрестом Заслуги.

## Виноски
1. 1 2  Zapis przebiegu posiedzenia Komisji Łączności z Polakami za Granicą /nr 37/, 3 листопада 2016
2. ↑  Narodowa Rada Rozwoju / Skład / Sekcje / Bezpieczeństwo, obronność, polityka zagraniczna / Piotr Kozakiewicz
3. ↑  Diplomatic Handbook (PDF), 2018-08
4. ↑  Postanowienie Prezydenta Rzeczypospolitej Polskiej z dnia 11 listopada 2012 r. o nadaniu odznaczeń (M.P. z 2013 r. poz. 273).